# Scytomedes haemorrhoidalis
Scytomedes haemorrhoidalis är en tvåvingeart som först beskrevs av Fabricius 1794.  Scytomedes haemorrhoidalis ingår i släktet Scytomedes och familjen rovflugor. Inga underarter finns listade i Catalogue of Life.